# Cyrtoxipha cracticos
Cyrtoxipha cracticos är en insektsart som beskrevs av Otte, D. och Perez-gelabert 2009. Cyrtoxipha cracticos ingår i släktet Cyrtoxipha och familjen syrsor. Inga underarter finns listade i Catalogue of Life.